# Anton von Schlieffen
Anton von Schlieffen oder Schlieff (* 11. Juli 1576 in Köslin; † 7. September 1650 in Stettin) war ein aus Pommern stammender Offizier in kaiserlichen und schwedischen Diensten.

## Leben
Anton von Schlieffen war ein Sohn des Lorenz von Schlieffen († 1580) und dessen Frau Katharine, Tochter des Kösliner Ratsherrn Sander. Nachdem er zuhause von Joachim Micraelius unterrichtet worden war, ging er im Alter von 15 Jahren an die Universität Königsberg, um dort drei Jahre zu studieren. Danach wurde er für kurze Zeit Page bei Herzog Philipp II. von Pommern, bevor er eine militärische Laufbahn einschlug. 

### Türkenkrieg in Ungarn
Während des Langen Türkenkrieges kämpfte er 1594 und 1595 in Ungarn. Nachdem sein Regiment 1597 abgedankt wurde, reiste er nach Livland. Auf der Weiterreise nach Moskau geriet er in polnische Gefangenschaft, kam aber durch die Fürsprache der pommerschen Herzöge Barnim X. (XII.) und Kasimir VI. (IX.) wieder frei. Mit selbst geworbenen Söldnern zog er als Kapitän im Regiment des Oberst von Pentz erneut in den Türkenkrieg in Ungarn. Mit dem größten Teil des Regiments geriet er in türkische Gefangenschaft, aus der er erst nach 22 Monaten bei einem Friedensschluss entlassen wurde. Danach war er bis 1606 auf der Grenzfestung Komorn stationiert.

### Böhmen
Wegen des Konfliktes zwischen dem Kaiser Rudolf II. und seinem Bruder Matthias schied er aus dem kaiserlichen Militärdienst aus und ging nach Prag. Die evangelischen Stände Böhmens gaben ihm den Oberbefehl über Pilsen. Im Auftrag Philipp Hainhofers besorgte er Bilder für das Stammbuch Herzogs Philipp II. von Pommern, die er nach Stettin sandte.
Nachdem sich die Lage zugunsten des kaiserlichen Lagers geändert hatte, trat er als Oberstleutnant im Regiment des Fürsten Karl von Liechtenstein wieder in kaiserliche Dienste. Wegen der zunehmenden Verfolgung der evangelischen Gläubigen musste er 1627 seine Stellung aufgeben und sein Gut Warensdorf sowie sein Haus in Prag weit unter Wert verkaufen.
1628 gehörte er einer Gesandtschaft an, die Herzog Bogislaw XIV. nach Prag geschickt hatte, um um Schutz wegen der Besetzung Pommerns durch kaiserliche Truppen zu bitten. Durch seine Kenntnis der Verhältnisse und durch einen Vorschuss von 10.000 Reichstalern war er dem Herzog sehr nützlich. Noch im selben Jahr ging er nach Pommern, wo ihm der Herzog für seine Dienste das Amt Torgelow verpfändete. Nach der Besetzung Pommerns durch die Schweden ab 1630 ließ der schwedische König Gustav II. Adolf das Amt einziehen, um es seinem Sekretär Philipp Sattler zu überlassen. 

### Kurfürstentum Sachsen
Schlieffen stand in Wallensteins Gunst, dem er während der Türkenkriege das Leben gerettet haben soll, und wurde von diesem als Unterhändler unter anderem während der Belagerung Stralsunds eingesetzt. Anfang 1634 begleitete er Graf Kinsky von Dresden zu Wallenstein nach Pilsen. Von dort kehrte er nach Dresden zurück, um Hans Georg von Arnim, den Befehlshaber der sächsischen Armee, zu persönlichen Verhandlungen mit Wallenstein zu bewegen und dem Kurfürsten Johann Georg I. über die Pläne Wallensteins zu unterrichten. Im Februar 1634 hielt er sich erneut in Pilsen auf, wo er mit einem Brief Adam Erdmann Trčkas von Lípa nach Schlesien gesandt wurde, um Hans Ulrich von Schaffgotsch geheime Befehle Wallensteins zu überbringen. Dabei wurde er am 22. Februar 1634 in Prag verhaftet und zur Untersuchung nach Wien gebracht. Es gelang ihm trotz angedrohter Folter, die Behauptung seiner Unkenntnis der Wallensteinschen Pläne aufrechtzuerhalten. Stattdessen berichtete er von einem Friedensangebot des sächsischen Kurfürsten, der den Kaiser gegen die Schweden unterstützen wolle. Nach etwa einem Jahr wurde er freigelassen und ging wieder nach Dresden. Er blieb in Kontakt mit der böhmischen Opposition, insbesondere mit der Gräfin Thurn. Durch unvorsichtige Äußerungen über das Verhältnis zwischen Kaiser und sächsischem Kurfürstentum verlor er die Gunst des Kurfürsten und musste 1637 mit seiner Familie das Land verlassen.

### Schwedisch-Pommern
Er hielt sich in den folgenden Jahren in Breslau, Thorn und Danzig auf. Nach dem Tod seiner Frau 1644 ging er nach Pommern und trat in schwedische Dienste. Er gelangte erneut in den Besitz des Pfandgutes Torgelow. 1647 wurde er zum Kriegsrat ernannt und zum Oberst befördert. 1648 wurde er Schlosshauptmann in Stettin, wo er zwei Jahre später starb und in der Marienkirche beigesetzt wurde. 
Anton von Schlieffen war seit dem 13. Mai 1618 mit Anna († 1644), der Tochter des Oberkriegscommissarius Nicolaus Schwarzenberger von Hersemersitz verheiratet. Ein Sohn und eine Tochter überlebten ihn:
- Katharina Martha ⚭ 1648 Peter von Weyher, Herr auf Labehne
- Nikolaus Ernst  ⚭ Sophie Hedwig von Wachholtz[1]